# Geumodo
Geumodo är en ö i Sydkorea.   Den ligger i provinsen Södra Jeolla, i den södra delen av landet, 300 km söder om huvudstaden Seoul. Arean är 29,4 kvadratkilometer.
Terrängen på Geumodo är lite kuperad. Öns högsta punkt är 361 meter över havet. Den sträcker sig 7,4 kilometer i nord-sydlig riktning, och 9,4 kilometer i öst-västlig riktning.